# Gerard Crane House

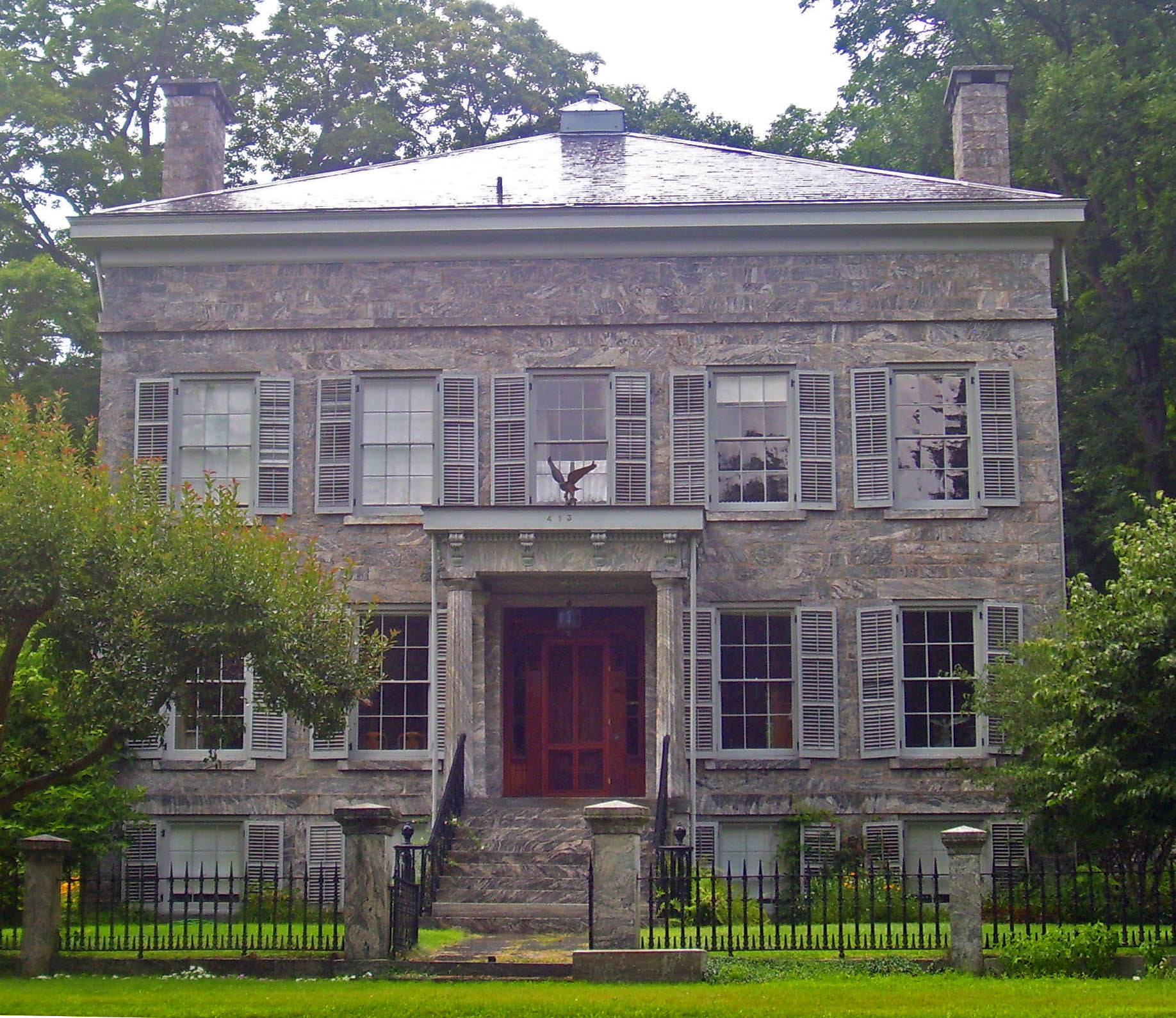
Ostansicht (2008)

Das Gerard Crane House ist ein Wohnhaus am Somerstown Turnpike (U.S. Highway 202) gegenüber der Old Croton Falls Road in Somers, New York, Vereinigte Staaten. Das steinerne Gebäude stammt aus der Mitte des 19. Jahrhunderts. Der Zirkus-Unternehmer Gerard Crane ließ es sich in seinen späteren Lebensjahren errichten.
Das Haus ist weitgehend in dem Zustand, in dem es einst erbaut wurde. Es ist ein ungewöhnlich detailliert ausgeführter Bau im klassizistischen Architekturstil. Das Interieur macht ausgiebig von Ornamenten Gebrauch, insbesondere von Stuckverzierungen im Stil der English Renaissance an den Decken, die in ländlichen Häusern des Klassizismus nicht häufig vertreten sind.
Das 1849 erbaut Haus steht im Zentrum eines rund 12 Hektar großen Anwesens, zu dem nicht nur die ursprünglichen Nebengebäude gehören, sondern auch ein früherer Teil des Somerstown Turnpike und einer seiner Meilensteine. Das Anwesen wurde 1985 als Historic District in das National Register of Historic Places eingetragen.

## Anwesen
Das Anwesen befindet sich auf der westlichen Seite der Straße, etwa 1600 m nördlich der Ortsmitte von Somers, direkt gegenüber der Old Croton Falls Road. An der spitzen Kreuzung führt ein grasiger Abschnitt der alten Streckenführung des Somerstown Turnpike über das Gelände vor dem Haus und dann etwa auf einer Länge von etwa 250 m parallel zur Route 202 nördlich am Haus vorbei, bevor die Straße diese Route wieder annimmt. Das Haus steht auf einer leichten Anhöhe; Nebengebäude und Gärten befinden sich südlich davon. Insgesamt sind auf dem Gelände zehn weitere Contributing Propertys, fünf davon sind Gebäude und fünf sind andere Bauwerke. Ein Abschnitt des Rhinoceros Brooks verläuft auf seinem Weg zum East Branch Reservoir durch das Grundstück.

### Haus
Die ausgeprägten Details des Hauses und die feinen Steinmetzarbeiten sind Merkmale eines Landsitzes in der klassizistischen Tradition. Die Stuckarbeiten im Stil der englischen Renaissance an den Decken im ersten Stock waren üblich in städtischen Wohnhäusern dieses Types, sind jedoch eher selten bei Bauten im ländlichen Umfeld und spiegeln Cranes kosmopolitischen Geschmack wider. Bei dem Haus handelt es sich um ein zweieinhalbstöckiges steinernes Gebäude mit fünf Jochen auf einem etwas erhöhten Fundament, dessen flaches Satteldach mit einer kleinen Kuppel und identischen Kaminen im Norden und Süden versehen ist. Der Granit der Fassade wurde in einem örtlichen Steinbruch gewonnen und hat ein ungewöhnliches natürlich-marmoriertes Aussehen. Die Dachtraufe ist von dem einfachen Fries mit dem schlichten Gesims durch eine Läuferreihe abgesetzt.
Der Eingang an der Ostfassade befindet sich unter einem zentral angeordneten Portikus mit klassischen dorischen Säulen, die ein Giebeldreieck mit gezäahntem Gesims tragen. Die leicht zurückversetzte zehn Zentimeter dicke Tür aus Mahagoni wird von einem Kämpferfenster, seitlichen Lichteinlassschlitzen und einem verzierten Frontispiz eingerahmt. Die Türe an der Rückseite ist weniger detailliert ausgestaltet und befindet sich unter einem ähnlichen Portikus.
Das Innere des Hauses ist reichhaltig dekoriert. An der Nordseite der zentralen Halle befinden sich Bibliothek und Salon mit hohen Decken. Die Stuckdecken gehen über ein Band mit einer Kehlleiste in das Deckengesims mit Laubverzierungen und einem breiten Streifen aus Blumen und Blättern über. Darunter befindet sich an der Wand ein Fries mit übergenau detaillierten Gipsminiaturen von bekannten literarischen Figuren, die von Eichenlaub und Eicheln umgeben und verbunden werden. Die Durchgänge und Fenster werden von korinthischen Pilastern und einem blattartigen Hauptgebälk eingerahmt. in der Bibliothek hängt im Zentrum eines ornamentierten Stuckmedaillons ein Kronleuchter. Ebenfalls in der Bibliothek findet sich ein offener Kamin aus italienischem Marmor. Der Funkenfänger aus Gusseisen ist mit einem Kranich aus Messing verziert; das englische Wort für diese Vogelart lautet crane, wie der Name des Hausbesitzers.
Das Esszimmer an der Südseite des Hauses hat unterhalb der Decke ähnlich gestaltete Stuckbänder. Das einstige Musikzimmer wurde später in eine Küche umgebaut. Ein weniger verzierter offener Kamin ist an der Südseite. Das Treppenhaus, das ebenfalls aus Mahagoni gefertigt ist, hat gedrechselte Baluster, einen abgeschrägten Treppenpfosten und verschnörkelte Setzstufen.
Der zweite Stock ist ähnlich unterteilt, jedoch weniger stark verziert. Alle Schlafzimmer verfügen über gusseiserne Heizungsschieber. Die Dachstube im dritten Stock diente als Ballsaal. Vier Doppelpfosten rahmen diesen Bereich unter dem Oberlicht ein und werden von den L-förmig angeordneten Räumen der Dienstboten an der Nordseite und der Ostseite umgeben.
Die Küche im Keller ist ursprünglich. Sie weist eine große Esse und Brotöfen auf. Darunter befindet sich eine Kammer mit einem Stein, der das Datum der Grundsteinlegung und die Namen der Erbauer wiedergibt sowie einen eingebauten Safe enthält.

### Nebengebäude und Gartenanlage
Abgesehen von dem Haus befinden sich auf dem Anwesen noch fünf weitere beitragende Gebäude. Direkt an der Rückseite befindet sich die ehemalige Gartenküche, die inzwischen zu einer Doppelgarage umgebaut wurde. Das einstöckige Gebäude mit Flachdach und den Fassaden aus Granit mit abgestuften Brüstungen ist in den Berghang gebaut. Etwas weiter hinten, ebenfalls in den an dieser Stelle steileren Berg gebaut, befindet sich der Stall mit steinernem Sockel und Mansarddach, dessen Außenwände aus vertikalen Brettern vertäfelt sind. Im östlichen Giebel befindet sich neben einer uneinheitlichen Fensteranordnung ein elliptisches Fenster und an der Nordwestecke ein Silo. Ebenfalls angrenzend ist ein tiefes Steinfundament, was vermutlich die Reste des Eishauses sind.
Ein Brunnenhaus in Holzständerbauweise liegt an der Südseite und eine einstöckige Werkstatt aus Granit, die heute ebenfalls eine Garage ist, steht im Nordwesten. Direkt an der südwestlichen Ecke des Hauses ist das Toilettenhäuschen aus Granitblöcken mit Flachdach und einer überhängenden hölzernen Brüstung sowie Mahagonitüre und einem Aufschiebfenster mit jeweils sechs Butzenscheiben.
Zu den beitragenden Bauten gehören auch der eiserne Zaun an der ursprünglichen Grundstücksgrenze, die Steinmauer zwischen der Gartenküche und dem Stall sowie eine steinerne Brücke über den Bach. Die einstige Streckenführung der Somerstown Turnpike, die nunmehr einen Teil der Zufahrt zu dem Grundstück bildet, ist ebenso beitragend wie einer der steinernen Meilensteine der frühen Straßentrasse.

## Geschichte
Crane und sein Bruder Thaddeus waren Nachkommen eines Obersten im Amerikanischen Unabhängigkeitskrieg. Sie kamen 1823 aus ihrer Heimatstadt, dem nahe gelegenen North Salem, nach Somers. Die beiden hatten in dem damals noch neuen Gewerbe der Ausstellung exotischer Tierarten Fuß gefasst und Aufzeichnungen zeigen, dass sie drei Jahre früher einen Löwen in die Carolina-Staaten brachten. Sie erwarben das Grundstück von Hachaliah Bailey, dessen Elefant Old Bet in dem heute als Elephant Hotel bekannten Gebäude als die Anfänge des Zirkuswesens in Amerika gelten.
Die beiden erweiterten ihre Menagerie, fanden Partner und traten durch ihre örtlichen Partner auch weiter westlich auf, bis an den Mississippi River. Die Brüder waren unter den Mitbegründern einer Handelsorganisation für Zootiere, des Zoological Institute; dieses kollabierte während der Wirtschaftskrise von 1837. Crane selbst hatte eine glücklichere Hand und war als Direktor und später Vorstand einer örtlichen Bank tätig. Zu Beginn der Panik hatte Crane eine vierjährige Amtszeit als Stadtdirektor hinter sich.
Nachdem er Roxana Purdy geheiratet hatte, erbaute Crane 1849 das Wohnhaus. Die Aufzeichnungen vom United States Census 1850 zeigen, dass die Crane-Familie mit ihren sechs Kindern und einer weiteren Frau an dieser Adresse lebte. Crane starb 1872. Seitdem blieben das Haus und das Grundstück im Privatbesitz. Mit Ausnahme des Gambreldaches des Stalles und des Umbaus des Musikzimmers im Haupthaus in eine Küche in den 1980er Jahren gab es keine wesentlichen Änderungen an dem Anwesen.